# 岩坡玉凤兰
岩坡玉凤兰（学名：Habenaria iyoensis）为兰科玉凤兰属下的一个种。

## 扩展阅读
- 維基物種上的相關：岩坡玉凤兰